# Вышгород (Рязанская область)
Вы́шгород (Выжгород) — село Рязанского района Рязанской области. Является административным центром Вышгородского сельского поселения. Имеется Железнодорожная станция Вышгород с вокзалом и платформа 229 км на линии Рязань — Гавердово. Центральная усадьба многопрофильного сельскохозяйственного предприятия СПК «Вышгородский». Имеются средняя школа, детский сад, дом культуры, амбулатория с детским отделением, библиотека, несколько магазинов и пивной бар, почтовое отделение, вокзал, администрация поселения, совет депутатов, местный пляж на озере Отока и реке Оке.

## История
По археологическим данным возникло в X—XIII в. Обнаружен клад железных и медных сельскохозяйственных орудий (аналогичный известен на территории области лишь в Старой Рязани. В XIX в. место ярмарок, развивалось кустарное производство (сани, телеги, колёса, плели лапти); было кирпичное производство.
В XVII веке село принадлежало к вотчине М.И. Морозова (ум. после 1681), женатого на княжне Д.В. Прозоровской. В XVIII веке село перешло Президенту Адмиралтейств-коллегии действительному тайному советнику князю М. М. Голицыну-Младшему (1684—1764), женатому первым браком на М.Д. Головиной (ум. 1721), вторым браком на Т.К. Нарышкиной (1704—1754). В последней четверти XVIII века владельцем усадьбы значился камергер и кавалер, впоследствии вице-канцлер С. А. Колычёв (1746—1805), женатый на Н.З. Хитрово (1774—1803), затем владел ротмистр Н. Д. Нарышкин (1783—1850), женатый на Е.Д. Волковой (1802—1856). Далее действительный статский советник и камергер Н. Г. Рюмин (1793—1870), сын рязанского предпринимателя и мецената Г. В. Рюмина (1752—1827) и его наследники.
Сохранилась и восстанавливается церковь Покрова Богородицы 1857 года в стиле позднего классицизма, сооружённая Н. Г. Рюминым вместо предыдущей деревянной. Трапезная и колокольня устроены в конце XIX века.
В 1893 году открыта крупная узловая станция Вышгород на первой железнодорожной линии Москва — Казань.
Начиная с 1920-х годов началась застройка села Вышгород, первый были возведены многоквартирные одноэтажные дома на станции Вышгород, ныне улица Станционная.
С 1930-х началось строительство района Китай-город. В 1950-х была расширена Вышгородская школа. В 1970-х началось строительство трёхэтажных домов в Вышгороде, одновременно началось в это время строительство котельни, детского сада, новой амбулатории и магазинов.
С 2015 года сельскохозяйственное предприятия «СПК Вышгородский» стало самым крупным в Рязанской области в своей сфере. Имеется свой филиал в Чучковском районе.
В Великой Отечественной войне принимало участие 328 уроженцев села, почти половина погибла (в селе имеется мемориал).
В 2017 году[уточнить] отмечено 810-летие Вышгорода.

## Население
| 1859 | 1897  | 1906  | 1926  | 2010  |
| ---- | ----- | ----- | ----- | ----- |
| 1817 | ↗2278 | ↗2872 | ↘2524 | ↘1097 |